# Đẹp từng centimet
Đẹp từng centimet là một bộ phim hài hước - tình cảm - tâm lý của Việt Nam do Vũ Ngọc Đãng làm đạo diễn, công chiếu vào dịp Tết năm 2009. Phim có sự tái xuất của cặp diễn viên Lương Mạnh Hải và Tăng Thanh Hà sau khi đóng cặp ăn ý trong bộ phim truyền hình Bỗng dưng muốn khóc.

## Nội dung
Quang Hy là một chàng nhiếp ảnh gia nghiệp dư, anh luôn muốn mình trở thành người chuyên nghiệp bằng cách chụp ảnh khỏa thân của phụ nữ để thực tập. Nhưng vì dự định chụp ảnh con gái ông chủ tiệm nên anh bị đuổi đi, Quang Hy đành phải rời xa vùng đất Nha Trang lên Sài Gòn bắt đầu cuộc sống mới. Tại đây anh làm quen với Ngô Đồng - một cô gái chuyên đóng vai quần chúng cho những đoàn phim, thường bị các đạo diễn chê bai nhưng cô vẫn không tin mình không có khả năng diễn xuất. Quang Hy nói dối với Ngô Đồng rằng mình là đạo diễn phim và hứa sẽ dạy cho cô cách diễn xuất, đổi lại cô phải làm người mẫu khỏa thân cho anh chụp ảnh.

## Diễn viên
- Lương Mạnh Hải vai Quang Hy
- Tăng Thanh Hà vai Ngô Đồng
- Thảo Nhi vai Ly
- Đoàn Minh Tuấn vai ba của Ly
- Thanh Vân vai hàng xóm của Ngô Đồng
- Thủy Tiên vai cô gái chụp ảnh
- Nhật Trung vai quản lý quán cafe
- Chí Thiện vai ca sĩ Chí Thiện
- Nguyễn Quang Dũng vai đạo diễn Nguyễn Quang Dũng
- Phương Thanh vai người đi đường
- Hạnh Thúy vai người đi đường
- Mai Thành vai ông cụ trên xe buýt